# 學甲集和宮蜈蚣陣
學甲集和宮蜈蚣陣，是臺灣唯一以人工扛的藝陣。出陣的程序遵循古代礼法。

## 陣頭與歷史沿革
蜈蚣陣一般又稱蜈蚣閣亦或蜈蚣棚，它的造型通常是由長形的木板與木板的連接，並且可以自由地左右移動。由木板來模仿蜈蚣的身軀，因此在遊行時像蜈蚣在行走。每塊木板上都坐著一至兩個幼童，這些幼童都扮演著歷史人物或者各個神明，藉此以達到綏靖地方與除魔的宗教功能，因而此陣頭又稱百足真人陣。
傳統上此陣頭是由人力來扛著遊行的，然而，近年來由于用肩膀扛著遊行相當的辛苦，而且遊行的範圍有越來越廣，導致人力不容易招募；並且人力成本也逐漸高漲，大多數單位都已改在蜈蚣陣的棚架下裝上車輪再經由人力推動的方式遊行，还有在陣頭前以各種動力機械來進行牽引的。目前此陣頭趨向逐漸節省人力的勞動方式演出。
臺南學甲後社集和宮的蜈蚣陣，源先是學甲白礁宮的蜈蚣陣藝閣。集和宮保持着傳統習俗，以傳統的人力方式進行出陣，同时以擲茭方式讓參與者選擇扮演腳色，还參與上白礁刈香活動。因而獲得上白礁刈香十大必看陣頭的荣誉。学甲集和宫蜈蚣阵於民國95年（2006年）登錄為國家重要民俗文化資產。

## 特色傳統
有別於其他蜈蚣陣的演出模式，集和宮的蜈蚣陣堅持以人力扛著進行出陣（繞境），完全不藉由其它外力來牽引。因為皆由人力移动，除在蜈蚣身上固定扮演人物的36位孩童外，需要上百人來完成表演，一般而言大約需要152個人力進行輪班，最多還曾達到200人以上。
另一個較為與眾不同之處，便在於它是以龍為頭且尾部卻是鳳的造型。本造型来源於民國80年（公元1991年），集和宮廟方特地商請學甲慈濟宮保生大帝降駕，為了幫「蜈蚣公」能追遠溯源。而保生大帝特別指出此「蜈蚣公」是青龍神的轉化，並且曾輔佐保生大帝鎮煞驅邪有功而受冊封，故而奉旨冊封祂為大帝的護衛，當然也具有鎮煞驅邪的能力，並定壽誕為農曆的6月25日。然因是保生大帝的輔佐之神，因此，每當遇有遶境時集和宮的蜈蚣陣所經之處，居民必備香案予以祭拜，而沿路的信徒則每每跪地向「蜈蚣公」祈求，期盼蜈蚣陣能穿上而過，並帶給地方平安順利與健康，這也成為學甲地方上的一項特色景觀。

## 出陣
通常蜈蚣陣在蜈蚣身上出陣時，在蜈蚣軀體上的孩童所扮演的無論是人物或者神明，都會依照一些歷史故事或者神明典故扮演，只是每個陣頭所選擇的「戲碼（典故）」不同，而集合宮所呈現的歷史故事，原來有13齣之多的戲文，計有 : 「薛仁貴征東」、「狄青戰八寶」、「薛丁山征西」、「羅通掃北」、「隋唐演義」、「白虎戰青龍」、「薛剛鬧花燈」、「五虎平西」、「五虎平南」、「水滸傳」、「郭子儀大戰安南國」、「狄青押軍衣」、「岳飛傳」等13齣，不過目前出陣較常見到的大概僅剩六齣。
因在歷史故事中總會有一些較為「強手（重要）」的角色，如 : 皇帝、皇后、主要角色、「熱門」的人物等，按古例通常孩童在出陣前會用擲筊來選擇角色，而這也是為了避免孩童們因鍾情於扮演某个人物而產生紛爭。

## 圖集

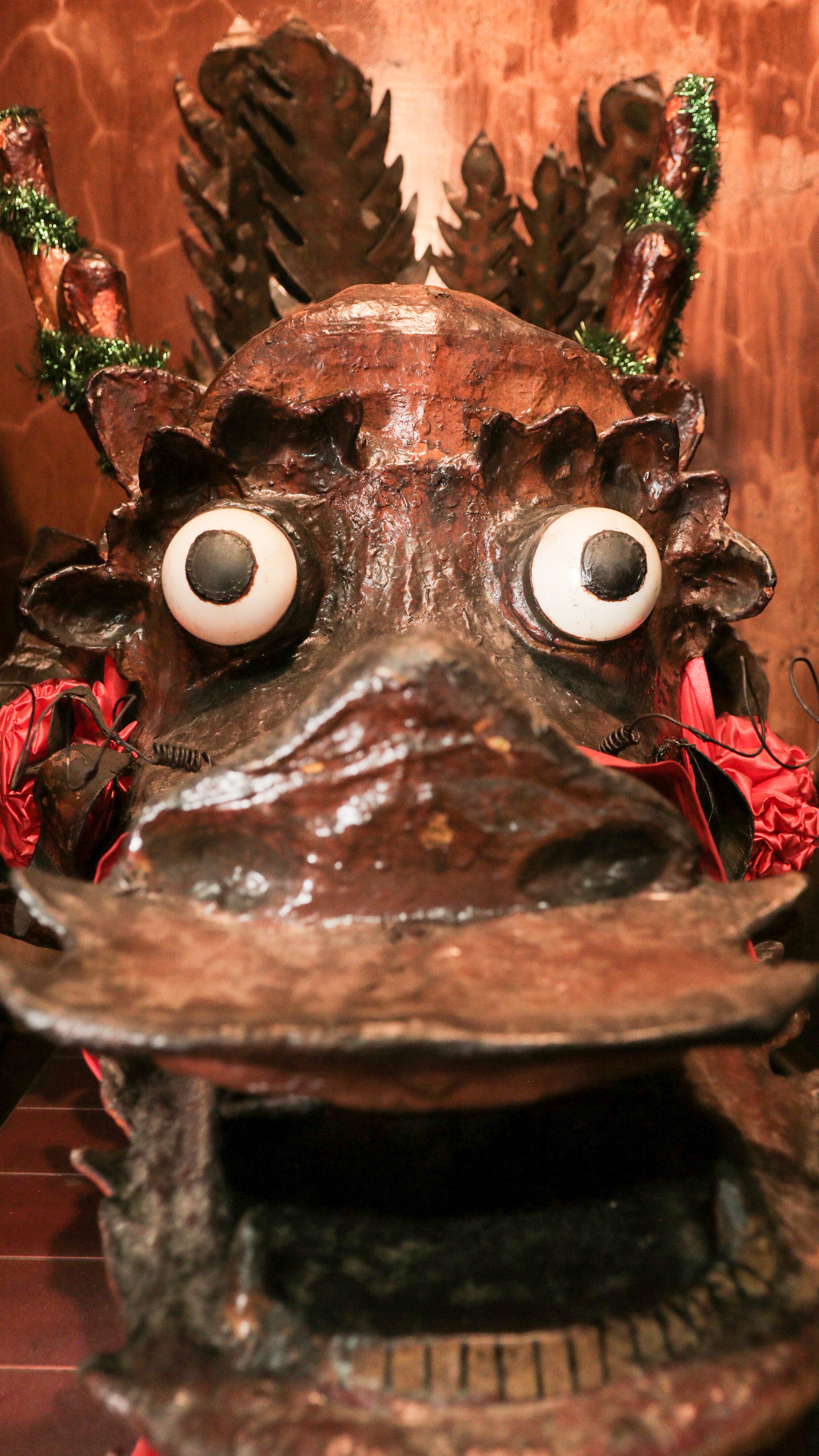
後社集合宮蜈蚣陣-廟內供俸的龍頭-2
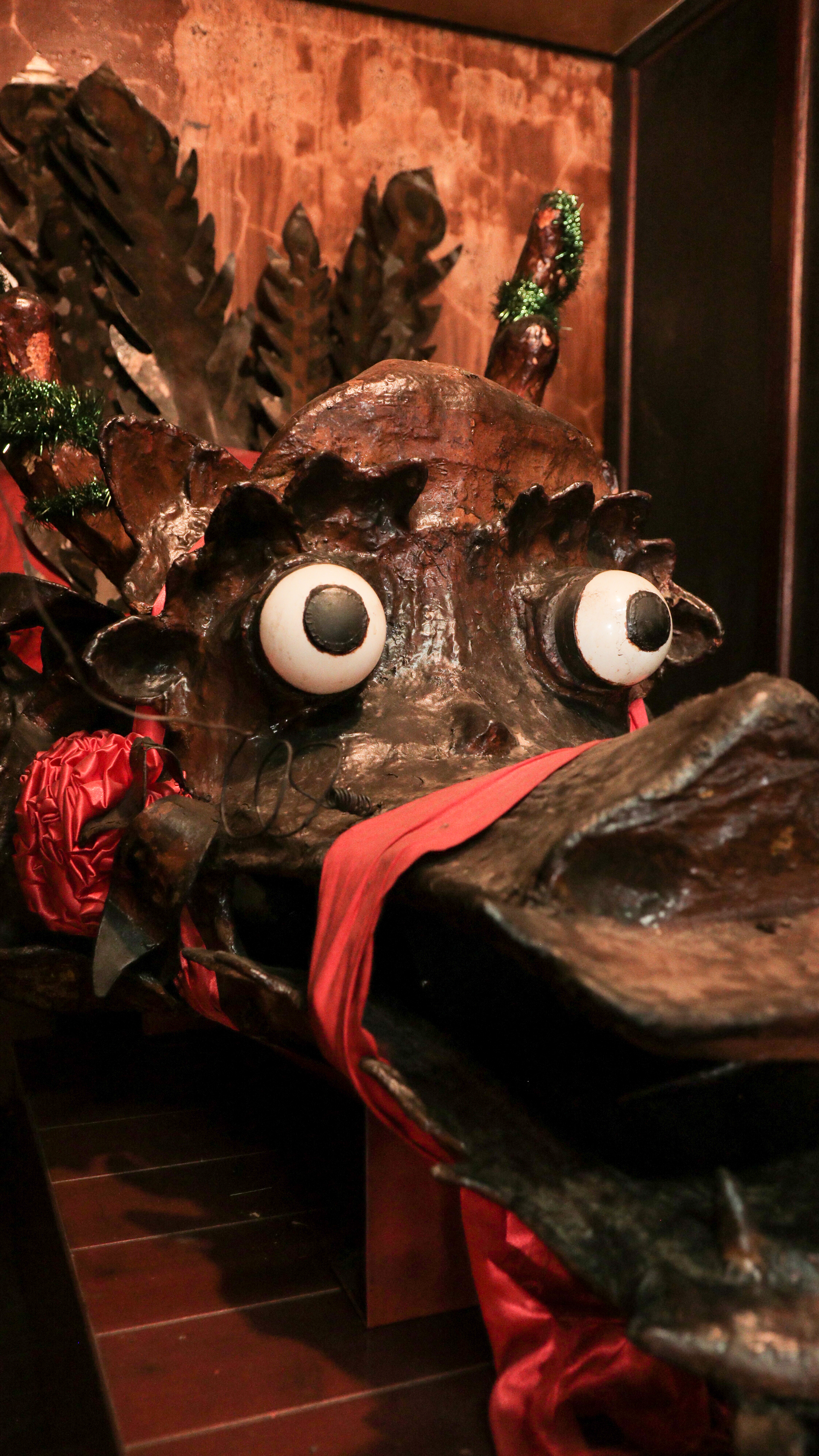
後社集合宮蜈蚣陣-龍頭-1
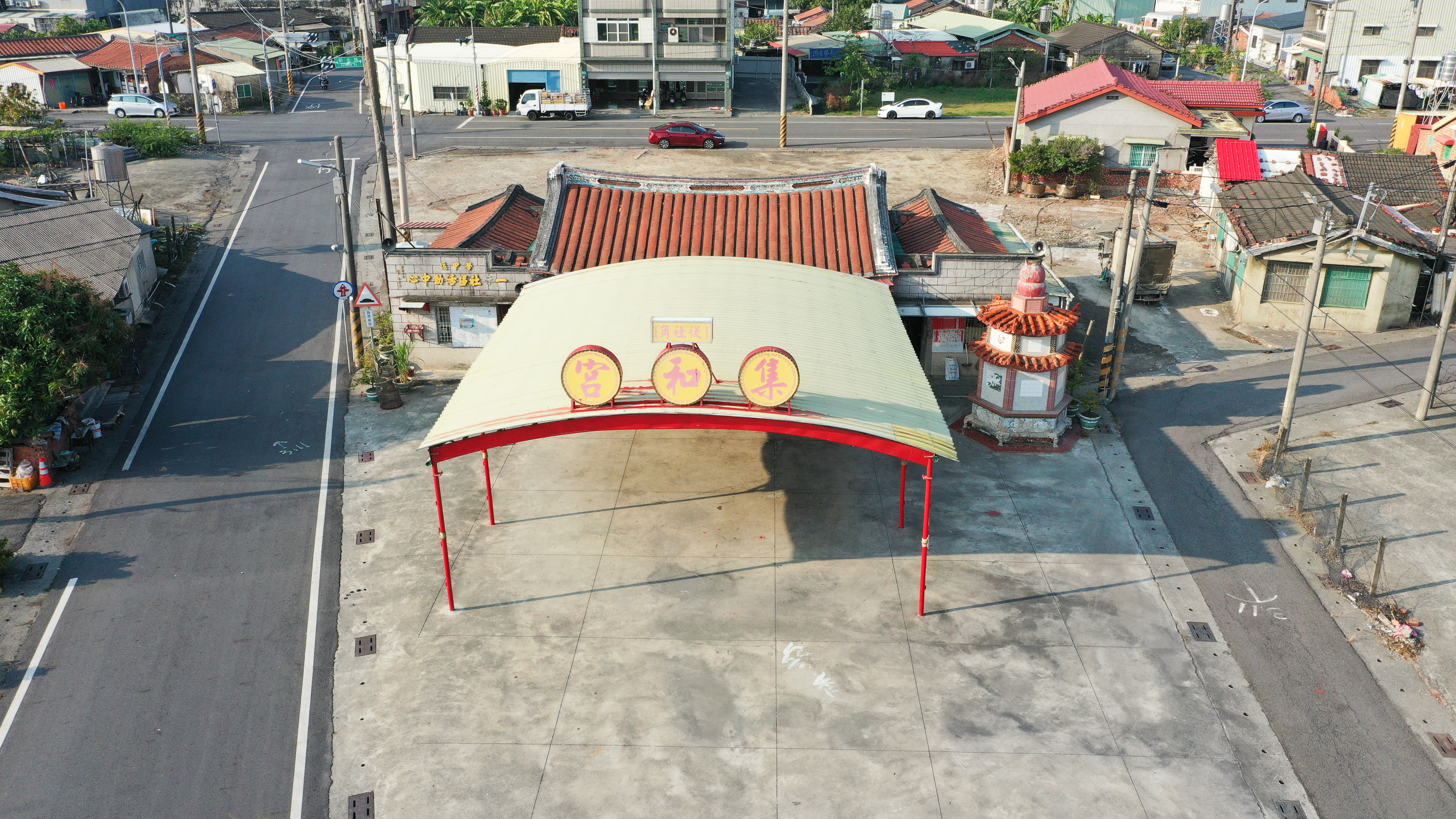
後社集合宮
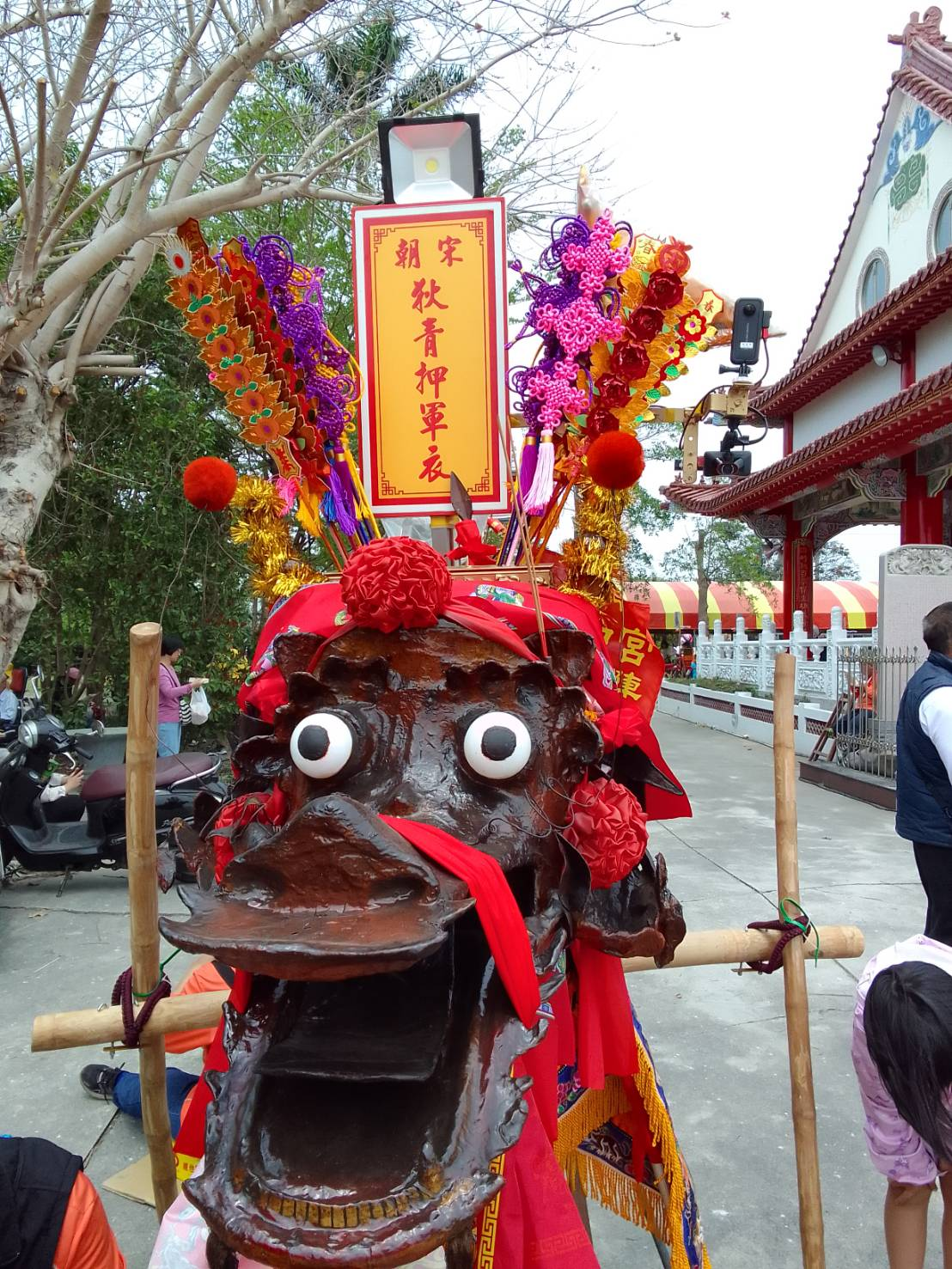
2025年出陣時的龍頭裝飾及當年代表故事
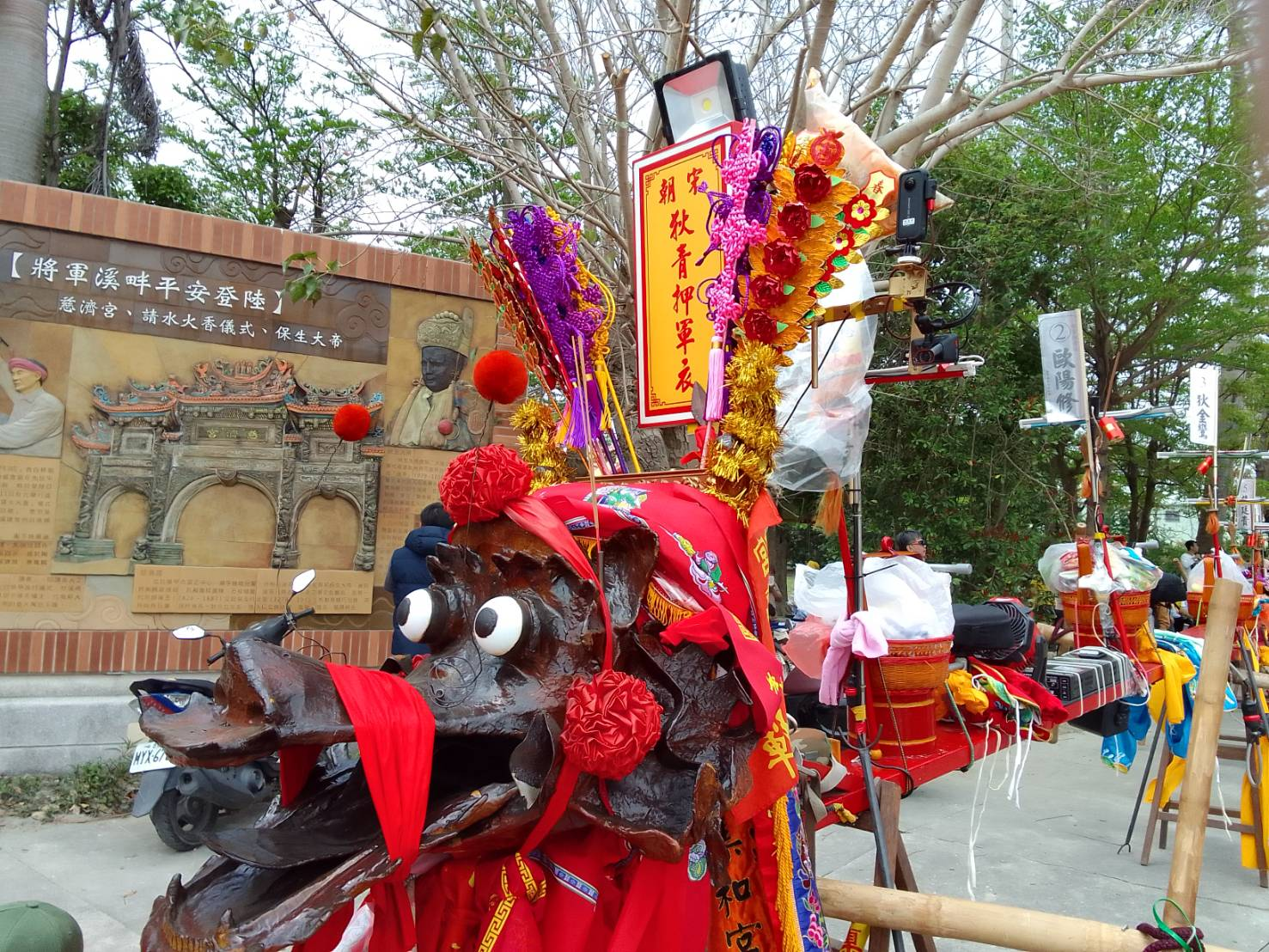
出陣時的龍頭及人物座位
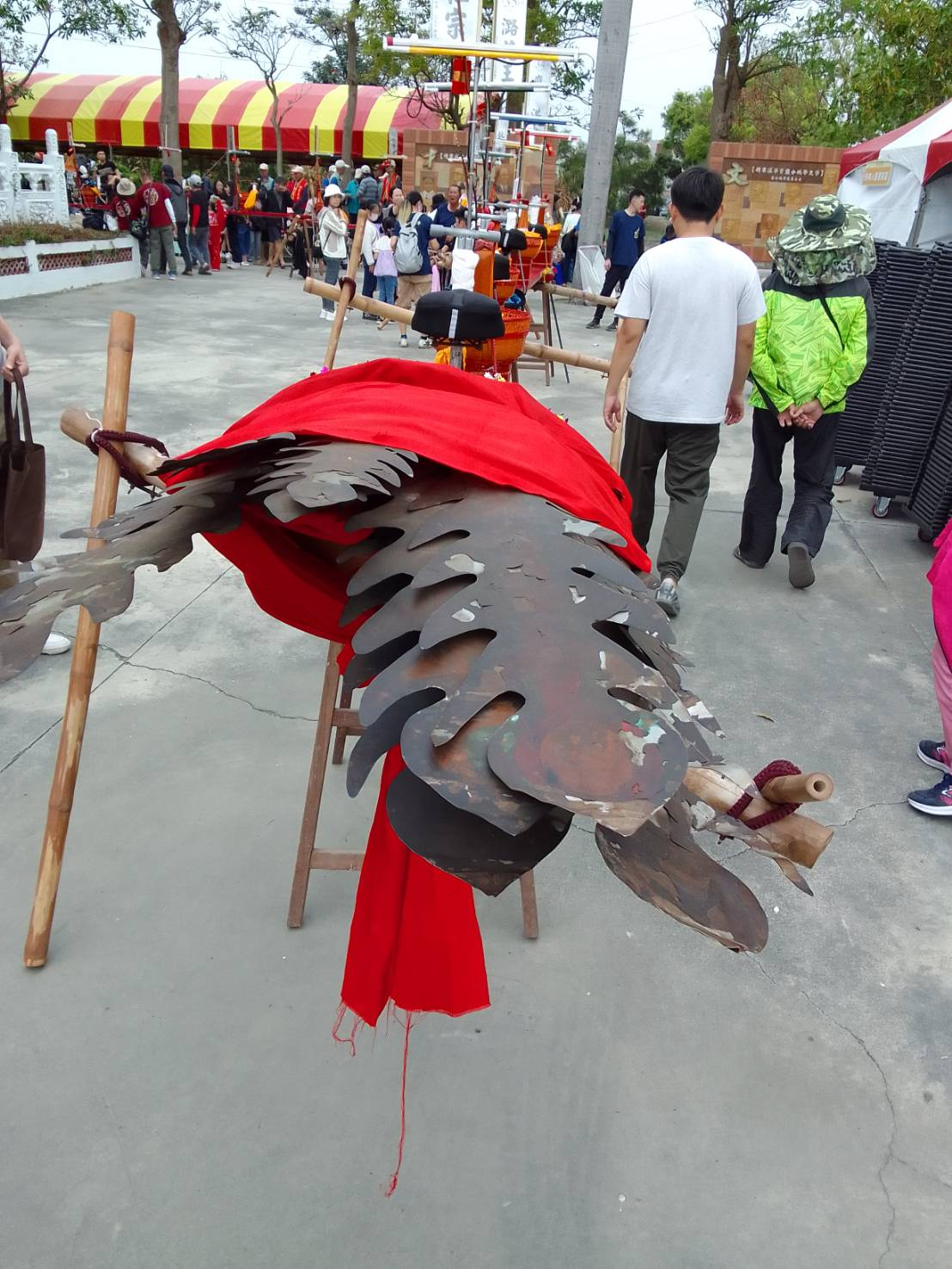
集合宮蜈蚣陣的特殊鳳尾造型
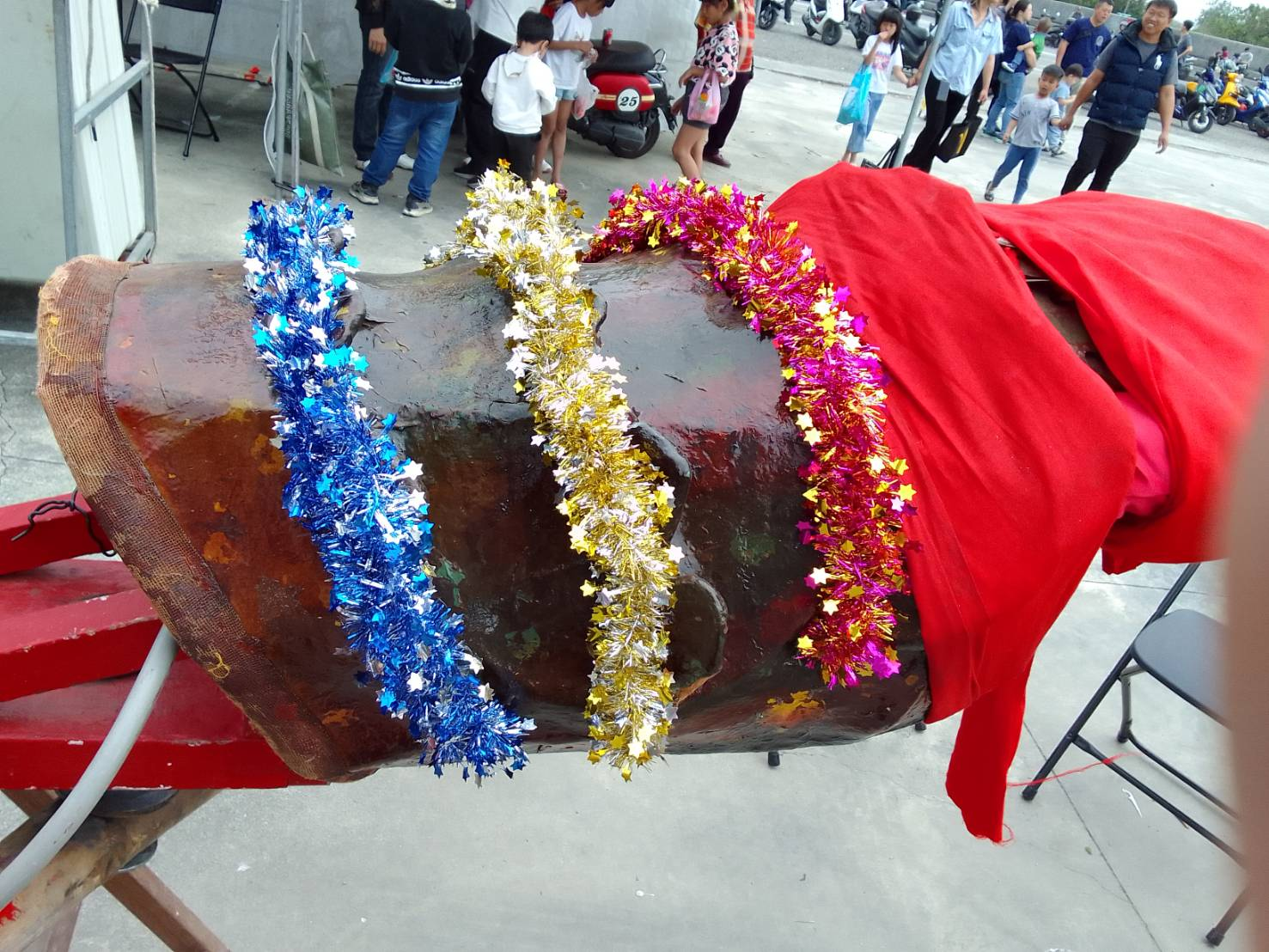
出陣時的鳳尾裝飾

## 資料來源
1. ↑  . 文化部文化資產局. （原始内容存档于2019-01-19）.
2. ↑  . 文化部文化資產局. （原始内容存档于2019-01-19）.
3. 1 2  . 單元特色 | 蜈蚣陣 | 藝陣資源 | 教材資源 | 臺南市政府文化局-陣頭教學教材網.   [2023-12-12]. （原始内容存档于2023-05-01） （中文（臺灣））.
4. ↑  陳瑜詩.  (PDF).   [2023-12-12]. （原始内容存档 (PDF)于2023-12-12）.
5. ↑  . nchdb.boch.gov.tw.   [2023-12-12]. （原始内容存档于2018-02-04）.
6. ↑  . ndltd.ncl.edu.tw.   [2023-08-16]. （原始内容存档于2023-08-16）.
7. ↑  . www.wowlavie.com.   [2023-09-08]. （原始内容存档于2023-09-08） （中文（繁體））.
8. 1 2 3  胡家綾. . 2009-05-01  [2023-09-08]. （原始内容存档于2023-06-03）.
9. 1 2  . tnyj.tnc.gov.tw.   [2023-09-08]. （原始内容存档于2023-09-08） （英语）.
10. ↑  自由時報電子報. . news.ltn.com.tw. 2019-07-20  [2023-09-08]. （原始内容存档于2023-09-08） （中文（臺灣））.